# 茅ヶ崎料金所
茅ヶ崎料金所（ちがさきりょうきんじょ）は、新湘南バイパス（首都圏中央連絡自動車道）に設けられている本線料金所である。新湘南バイパスの藤沢IC - 茅ヶ崎西IC間の料金収受を行っている。

## 料金所
ブース数︰8

### 藤沢出口方面
- ブース数：4
  - ETC専用：2
  - 一般：2

### 茅ヶ崎海岸方面
- ブース数：4
  - ETC専用：2
  - 一般：2

## 隣
C4 新湘南バイパス
藤沢IC - 茅ヶ崎TB - (24)茅ヶ崎中央IC（藤沢方面出入口） - (24)茅ヶ崎中央IC（茅ヶ崎海岸方面出入口）/(25)茅ヶ崎JCT